# Isoteniskop
Das Isoteniskop ist ein Glasapparat, mit dem sich der Dampfdruck von Flüssigkeiten bestimmen lässt.

Schema eines Isoteniskopes

Die Schwierigkeit dieser Messung liegt zum einen darin, das Manometer nicht mit der unter Umständen gefährlichen, möglicherweise korrodierenden Substanz in Kontakt kommen zu lassen, zum anderen den gesamten mit Dampf gefüllten Gasraum isotherm zu halten. Diese Probleme löst das Isoteniskop elegant.
Die zu untersuchende Flüssigkeit befindet sich in einem Glaskolben. Dieser ist mit der Druckmessvorrichtung über ein U-Rohr verbunden, in dessen Senke ebenfalls die zu untersuchende Substanz steht. Dieses U-Rohr dient als relativer Druckmesser zwischen dem isothermen Gasraum und dem Außenraum, in dem sich ein Rückflusskühler und der (absolut messende) Druckmesser befindet. Am Außenraum ebenfalls angeschlossen sind eine Gaszufuhr und eine Pumpe.
Verändert sich nun durch Temperaturänderung des isothermen Gasraums der Dampfdruck der Flüssigkeit, so ändert sich der Flüssigkeitsspiegel im U-Rohr. Er kann durch entsprechende Zufuhr oder Abpumpen von Neutralgas im Außenraum wieder ausgeglichen werden; der Druck im Außenraum entspricht dann  wieder dem Druck im Innenraum. Der Gasdruck im Innenraum kann deshalb durch die Messung des (identischen) Drucks im Außenraum bestimmt werden.